# 의회제정법
의원내각제 계열 웨스트민스터 정치체제 속에 다루는 의회제정법(영어: Act of Parliament)은 대부분의 영국연방 회원국에 있는 의회나 지방의회에서 주법으로 제정된 법령이다. 이것은 대통령제으로 기반하는 미국의 연방 의회와 주의회가 다루는 의회제정법(영어: Act of Congress)과 다르다.

## 법안
의회제정법의 초안은 법안이라고 부른다.
웨스트민스터 정치체제를 표방하는 나라에서 법으로 승격할 가능성이 있는 대부분의 법안은 정부가 의회에 상정한다. 제안한 법에 대한 내용과 요점을 앞으로 갈등 없이 성립하는 백서를 출판한 다음에 법안의 틀을 구성하기 시작한다. 법안은 물론 입법기관에 행정부의 공식적인 지원 없이 상정할 수 있는데 이러한 법안을 개인이 상정한 법안(영어: private member's bill)이라고 부른다.
양원제 같은 다원제 입법 기관이 있는 지역이나 국가는 의원들이 법안을 상원과 하원 중에 하나에 최초로 상정할 수 있다.

## 같이 보기
- 독회